# Secrétariat d'État aux questions financières internationales
Le Secrétariat  d'État aux questions financières internationales (SIF, en allemand Staatssekretariat für internationale Finanzfragen) est le centre de compétence de la Confédération suisse pour toutes les questions ayant trait à la finance internationale, à la politique monétaire et la fiscalité internationale. Il est subordonné au Département fédéral des finances et a son siège à Berne. Il est dirigé par une secrétaire d'État, Daniela Stoffel, depuis le 1er décembre 2019.

## Organisation
Rattaché au Département fédéral des finances, il est organisé comme suit:
- Ressources
- Soutien à la conduite
- Planification & stratégie
- Système financier & marchés financiers
  - Marchés de capitaux & infrastructure
  - Banques
  - Institutions financières internationales
  - Intégrité des marchés financiers
  - Assurances & risques
- Fiscalité
  - Questions fiscales bilatérales et conventions contre la double imposition
  - Politique fiscale des entreprises
  - Échange de renseignement & fiscalité des personnes